# غول (مجموعه تلویزیونی)
غول (کره‌ای: 자이언트; لاتین‌نویسی اصلاح‌شده: Jaieonteu) یک مجموعه تلویزیونی کره جنوبی سال ۲۰۱۰ با بازی لی بوم-سو، پارک جین هی، جو سانگ ووک، هوانگ جونگ اوم و جونگ بو سوک است. این مجموعه از ۱۰ مه تا ۷ دسامبر ۲۰۱۰، روزهای دوشنبه و سه‌شنبه ساعت ۲۱:۵۵ (کی‌اس‌تی) از اس‌بی‌اس برای ۶۰ قسمت پخش شد.